# سیارک ۱۰۲۸۶
سیارک ۱۰۲۸۶ (به انگلیسی: 10286 Shnollia، نامگذاری:1982SM6) ده هزار و دویست و هشتاد و ششمین سیارک کشف شده‌است که در ۱۶ سپتامبر ۱۹۸۲ کشف شد.
قدر مطلق سیارک برابر ۲۲٫۴ است.